# Рачайна
Рача́йна (иногда неправильно Рачайня) — река в Торжокском районе Тверской области, левый приток реки Тьмы, бассейн Волги.

## Физико-географическая характеристика
Длина — 62 км, площадь водосборного бассейна — 455 км².
Исток находится западнее села Страшевичи, впадает в Тьму южнее деревни Матюково.
Ширина в низовье (у д. Еремкино) 22 м, глубина до 1,3 м, дно каменистое. Вскрывается в начале апреля, ледостав в начале декабря.

### Притоки
Основные притоки: Илька, Роговик, Ромовка, Горянский ручей, Трещатина, ручей Быковец, Крапивка.

### Прибрежные населённые пункты
На берегах реки расположены населённые пункты Страшевичи, Филитово, Андрюшино, Альфимово, Загорье, Переслегино, Дорофейки, Карцово, Булатниково, Мартыново, Упирвичи, Мошки, Рожново и др.
Имеется железнодорожный мост и более десяти автодорожных.

## История

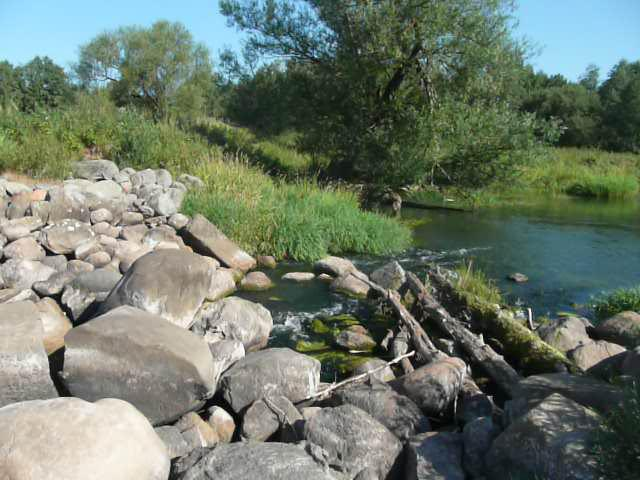
Остатки мельничной плотины

В XIX веке на реке было несколько мельниц. В окрестностях Страшевичей, вдоль реки бьет несколько ключей — родничков, один из них называют Святым.
Во время Великой Отечественной войны на рубеже реки были остановлены немецко-фашистские войска, наступавшие на Торжок. Два месяца (октябрь-декабрь 1941 г.) по реке от Карцово до устья проходила линия фронта. Дальше Рачайны немцы не прошли.

## Данные водного реестра
В государственном водном реестре России относится к Верхневолжскому бассейновому округу, водохозяйственный участок реки — Волга от города Зубцов до города Тверь, без реки Тверца, речной подбассейн реки — бассейны притоков (Верхней) Волги до Рыбинского водохранилища. Речной бассейн реки — (Верхняя) Волга до Куйбышевского водохранилища (без бассейна Оки).
Код объекта в государственном водном реестре — 08010100612110000001804.